# Municipio de Adigueni
El municipio de Adigueni (en georgiano: ადიგენის მუნიციპალიტეტი) es un municipio al sur de Georgia perteneciente a la región de Mesjetia-Yavajetia. El área total del municipio es 800 kilómetros cuadrados y su centro administrativo es Adigueni. La población era 16.462, según el censo de 2014.

## Geografía
El municipio limita al este con el municipio de Ajaltsije, al oeste con el municipio de Julo en Ayaria, al noroeste con el municipio de Chojatauri de la región de Guria y al norte con los municipios de Vani y Bagdati de Imericia. En el sur corre la frontera estatal con Turquía.
En el norte del municipio se extienden la cordillera de Mesjetia, que en esta zona alcanzan una altura de 2778 m sobre el nivel del mar con un pico sin nombre. La cadena montañosa a lo largo de la frontera estatal con Turquía se eleva a más de 2400 m. En el valle entre las cadenas montañosas, que termina en el oeste con un paso al valle del Ayaristskali en Ayaria, fluye el río Kvabliani. La mayoría de los pueblos del municipio se encuentran en el valle de Kvabliani. 
El extremo occidental del parque Nacional Boryomi-Jaragauli se extiende hasta la parte nororiental del municipio.

## Historia
Desde el colapso del reino de Georgia a principios del siglo XVI, el área del municipio se encontraba en parte en la entidad estatal inicialmente independiente de Samtsje-Saatabago (Mesjetia); pero pronto fue anexado por el Imperio otomano. Después de que la región fuera anexada al Imperio ruso como resultado de la guerra ruso-turca (1828-1829), más tarde se convirtió en parte de la gobernación de Tiflis y perteneció en gran parte a su uyezd de Ajaltsije hasta los primeros años de la Unión Soviética.
En 1930 se proclamó un raión de Adigueni. En 1939, los turcos mesjetios (un grupo étnico musulmán de habla turca de fe predominantemente musulmana) representaban el 80% de la población local. En noviembre de 1944, todos los miembros de esta comunidad fueron deportadas a Asia Central, como parte de una operación estalinista de reasentamiento. La población de la zona no se ha recuperado de este evento hasta el día de hoy, ya que, a diferencia de otras partes afectadas económicamente más importantes de Georgia, solo unos pocos miembros de otros grupos étnicos fueron reasentados allí. Solo una pequeña parte de las aldeas abandonadas fueron reubicadas y a los turcos mesjetios no se les permitió regresar más tarde.
Después de la independencia de Georgia, el raion se asignó a la recién formada región de Mesjetia-Yavajetia en 1995 y se transformó en municipio en 2006.

## Política
La asamblea municipal de Adigueni (en georgiano: ადიგენის საკრებულო) es un órgano representativo en el municipio de Adigueni, que consta de 33 miembros que se eligen cada cuatro años. La última elección se llevó a cabo en octubre de 2021. Gocha Kimadze del Sueño Georgiano (SG) fue elegido alcalde en las últimas elecciones.
| Partido político | Partido político                    | 2017 | 2021 |
| ---------------- | ----------------------------------- | ---- | ---- |
|                  | Sueño Georgiano                     | 23   | 24   |
|                  | Movimiento Nacional Unido           | 1    | 9    |
|                  | Georgia Europea                     | 5    |      |
|                  | Alianza de los Patriotas de Georgia | 1    |      |
| Total            | Total                               | 30   | 33   |

## División administrativa
El municipio consta de 2 dabas o asentamientos de tipo urbano, Adigueni y Abastumani, y 55 pueblos (sopeli).
Los temi o consejos de pueblos son: Arali, Benara, Bolayuri, Chechla, Chorchani, Dertseli, Didi Zanavi, Gorguli, Jevasheni, Lelovani, Mlashe, Moje, Pjero, Tsajani, Ude, Varjani, Zarzma, Zedubani.

## Demografía
La población del municipio de Adigueni ha disminuido desde 1989, con una pérdida de población del 23%. Si se compara con la población anterior a la deportación de los turcos mesjetios, la reducción es del 60%.
| Población del municipio de Adigueni                                    | Población del municipio de Adigueni | Población del municipio de Adigueni | Población del municipio de Adigueni | Población del municipio de Adigueni | Población del municipio de Adigueni | Población del municipio de Adigueni | Población del municipio de Adigueni | Población del municipio de Adigueni | Población del municipio de Adigueni | Población del municipio de Adigueni | Población del municipio de Adigueni |
|                                                                        | 1897                                | 1922                                | 1926                                | 1939                                | 1959                                | 1970                                | 1979                                | 1989                                | 2002                                | 2014                                | 2021                                |
| ---------------------------------------------------------------------- | ----------------------------------- | ----------------------------------- | ----------------------------------- | ----------------------------------- | ----------------------------------- | ----------------------------------- | ----------------------------------- | ----------------------------------- | ----------------------------------- | ----------------------------------- | ----------------------------------- |
| Municipio de Adigueni                                                  | -                                   | -                                   | -                                   | 41 314                              | 19 593                              | 20 272                              | 20 278                              | 21 284                              | 20 752                              | 16 462                              | 16 092                              |
| Asentamiento de Adigueni                                               | -                                   | -                                   | -                                   | 656                                 | 1200                                | 859                                 | 981                                 | 1306                                | 980                                 | 783                                 | 975                                 |
| Datos: Estadística de población de Georgia desde 1897 hasta hoy. Nota: |                                     |                                     |                                     |                                     |                                     |                                     |                                     |                                     |                                     |                                     |                                     |

La población está compuesta por un 97,10% de georgianos. En noviembre de 1944, los turcos mesjetios, un grupo étnico de habla turca de fe predominantemente musulmana que vive en esta zona, fueron deportados a las repúblicas soviéticas de Asia Central como parte de una operación de reasentamiento estalinista. En ese momento, los turcos mesjetios constituían las tres cuartas partes de la población del raión de Adigueni (32.923 de los 41.314 habitantes en 1939, aunque en el censo se les identifica como azerbaiyanos). Los intentos de devolverlos a la Georgia independiente han fracasado, encontrándose con resistencia local.
|                            | 1939      | 1939       | 1959      | 1959       | 2014      | 2014       |
| Grupo étnico               | Población | Porcentaje | Población | Porcentaje | Población | Porcentaje |
| -------------------------- | --------- | ---------- | --------- | ---------- | --------- | ---------- |
| Georgianos                 | 5466      | 13,2%      | 16 187    | 82,6%      | 15 985    | 97,10%     |
| Rusos                      | 1610      | 3,9%       | 1271      | 6,5%       | 41        | 0,25%      |
| Ucranianos                 | 1610      | 3,9%       | 187       | 1%         | 12        | 0,07%      |
| Azeríes y turcos mesjetios | 32 923    | 79,7%      | 60        | 0,3%       | 13        | 0,08%      |
| Armenios                   | 942       | 2,3%       | 1627      | 8,3%       | 372       | 2,26%      |
| Osetios                    | 20        | 0,1%       | 51        | 0,3%       | 11        | 0,07%      |
| Griegos                    | 16        | 0,1%       | 33        | 0,2%       | 6         | 0,06%      |
| Abjasios                   | -         | -          | -         | -          | 5         | 0,03%      |
| Judíos                     | 29        | 0,1%       | 28        | 0,1%       | -         | -          |
| Kurdos                     | 69        | 0,2%       | 2         | 0,1%       | -         | -          |
| Alemanes                   | 95        | 0,1%       | -         | -          | -         | -          |
| Asirios                    | 6         | 0,1%       | -         | -          | -         | -          |
| Lezguinos                  | 3         | 0,1%       | -         | -          | -         | -          |
| Chechenos y kists          | 1         | 0,1%       | -         | -          | -         | -          |
| Total                      | 41 314    | 100%       | 19 593    | 100%       | 16 462    | 100%       |

Los armenios son la mayor minoría en el municipio, principalmente asentados en Abastumani (donde representan el 18% de la población). 

## Economía
La rama principal de la economía es la agricultura, que incluye el cultivo de frutas, el cultivo de papas, la cría de ganado vacuno y lechero. La industria está poco desarrollada y está representada principalmente por empresas locales.

## Infraestructura

### Arquitectura, monumentos y lugares de interés
A 8 kilómetros al oeste de Adigueni, en el pueblo de Zarzma, se encuentra el monasterio de Zarzma. Otros lugares religiosos de importancia es el monasterio de Chulevi. 
En cuanto a arquitectura militar, son de interés la fortaleza de Zanavi y Okros Tsije (fortaleza dorada).

### Educación
Hay 25 escuelas públicas y 6 jardines de infancia en el municipio. 

### Transporte
La carretera nacional Sh1 va desde Batumi hasta Ajaltsije y la carretera internacional S8 desde Jashuri hasta la frontera turca atraviesan el municipio de Adigueni. No lejos de la frontera este del municipio, la carretera nacional Sh14 se bifurca en dirección norte a través de Abastumani, que cruza un paso de casi 2300 m de altura en la cordillera de Mesjetia y conduce a la capital imericia de Kutaisi.
Hay una conexión ferroviaria justo al este del municipio, donde termina la línea ferroviaria Jashuri-Vale.

## Galería

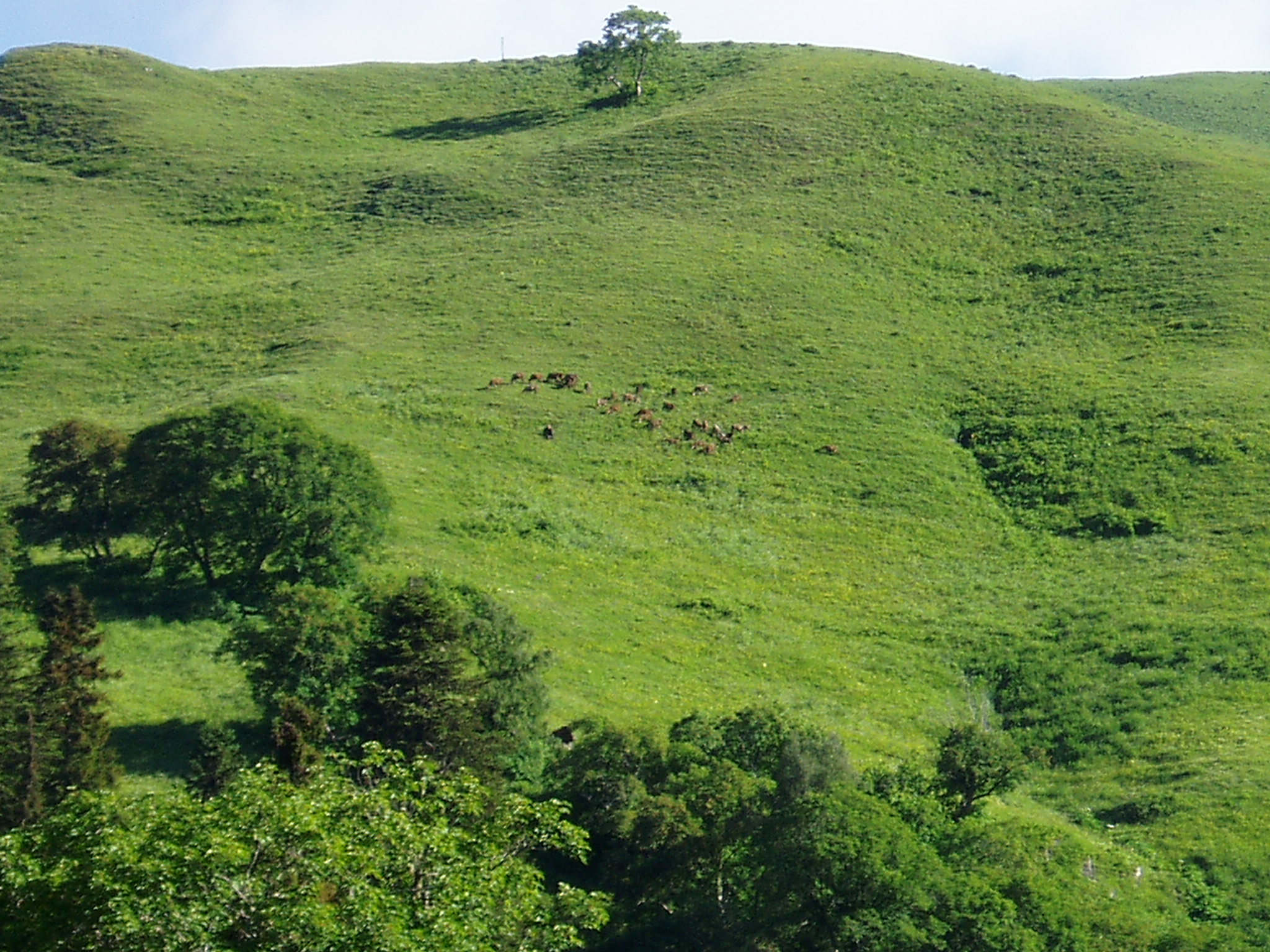
Abastumani
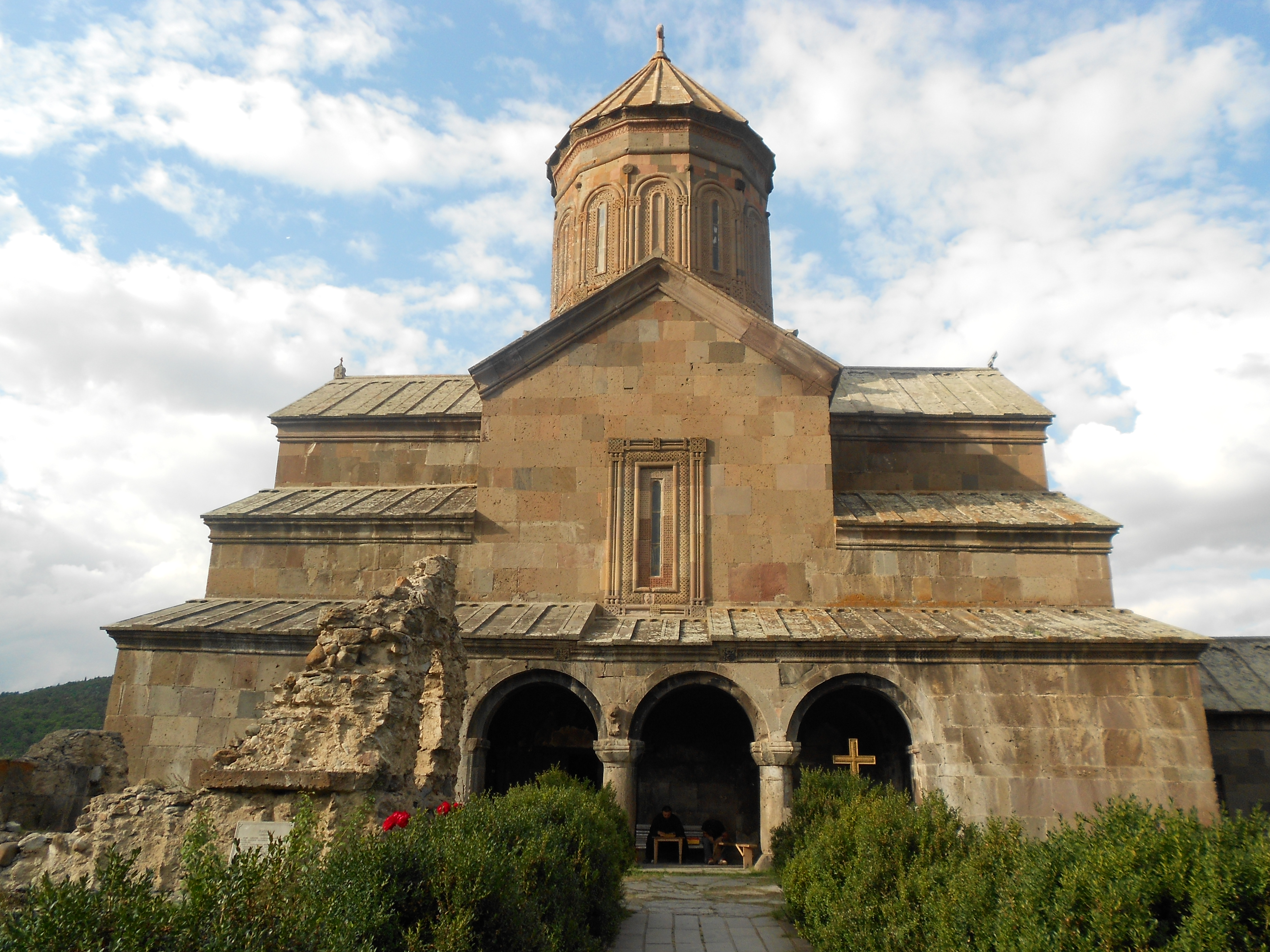
Monasterio de Zarzma
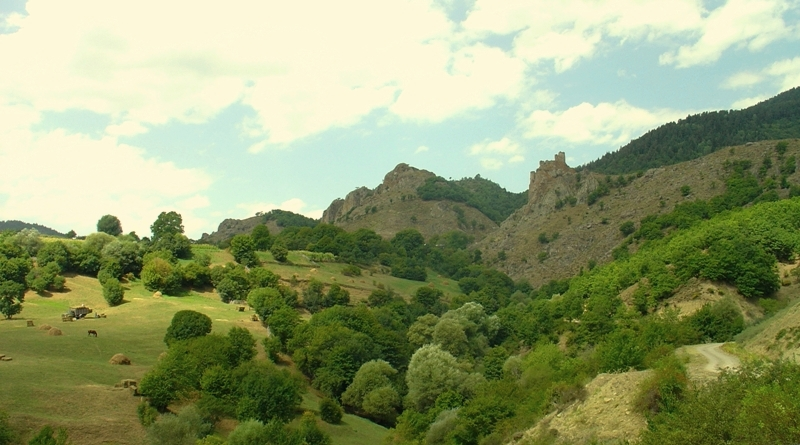
Ruinas de la fortaleza de Zanavi
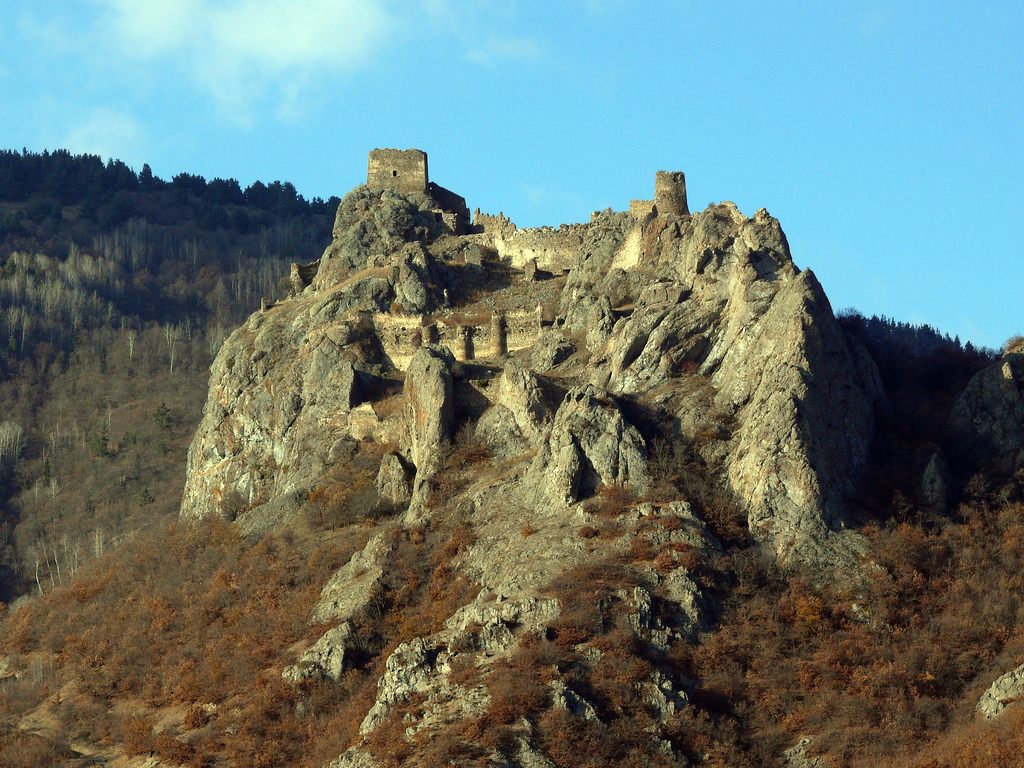
Okros Tsije
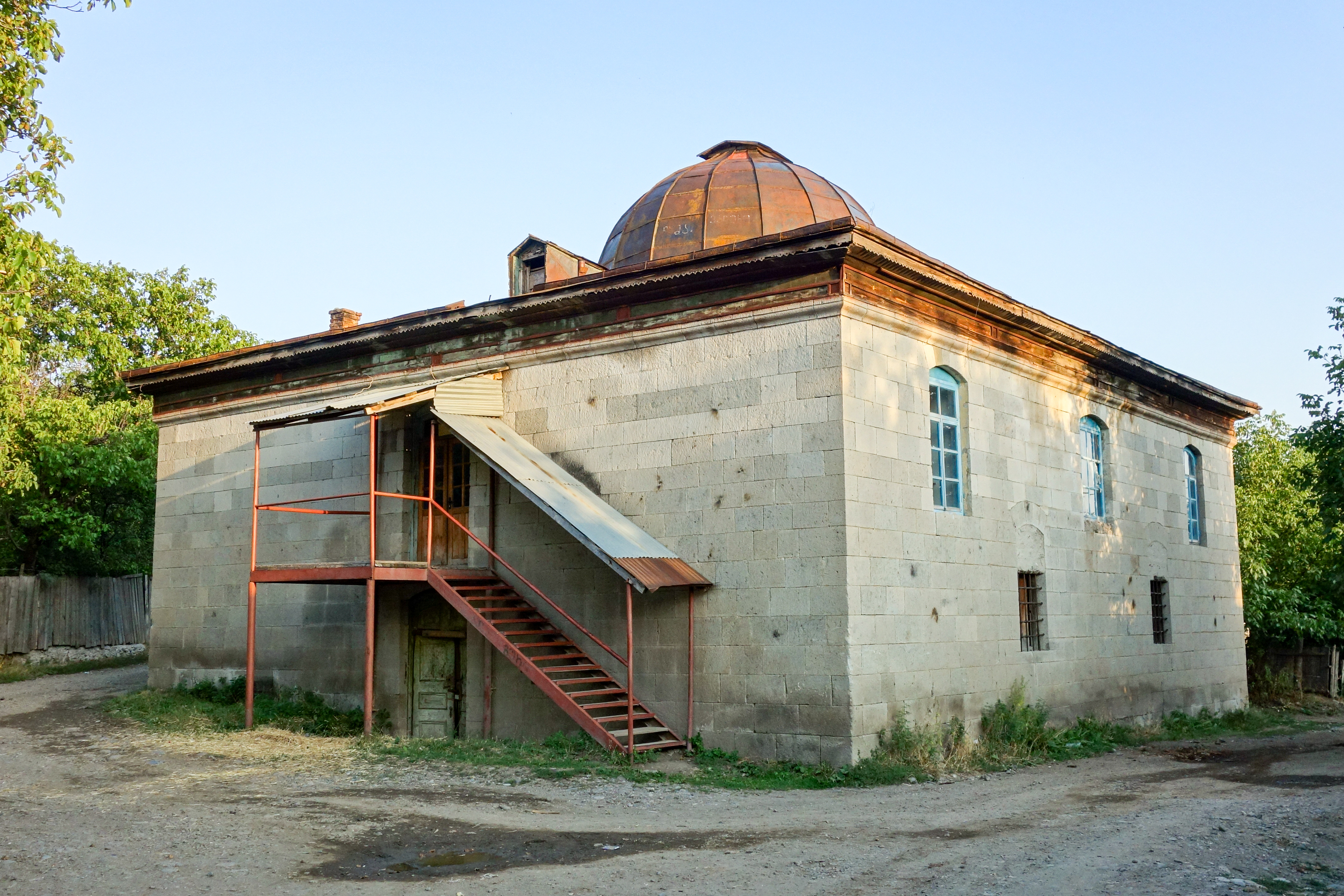
Mezquita de Varjani